# Mother India (livre)
Pour les articles homonymes, voir Mother India (homonymie).
Mother India, publié en 1927, est un livre de la journaliste américaine Katherine Mayo. Elle y soutenait que l'arriération sociale de l'Inde était due à la religion hindoue et que le pays n'était pas mûr pour être libéré de la tutelle britannique. Le livre suscita une ample controverse qui, selon Mrinalini Sinha, servit de catalyseur à un changement de la mentalité indienne, notamment en ce qui concerne la condition des femmes.
Gandhi ayant répondu à Mother India, Harry H. Field prit la défense du livre en argumentant point par point contre Gandhi.